# 남묘
| Daedongyeojido (Gyujanggak) 01-08.jpg |  |
|                                       |  |

남관왕묘(南關王廟) 또는 남묘(南廟)는 서울 동작구에 있는 관왕묘이다.
정유재란에 참전한 명나라 유격장군 진인(陳寅)은 1598년(선조 31년) 남대문 앞에 관왕묘를 지었다.
한국 전쟁 중인 1952년 불타 없어진 것을 1957년에 다시 지었다. 1979년 재개발을 위해 동작구 서달산 기슭으로 옮겼으나 현재는 재개발로 그터에 주택이 들어서 있다. 어디로 이전했는지는 자료를 찾을 수 없어안타깝다.